# الحارثية (الكرك)
الحارثية قرية تقع إلى الجنوب من المزار بمسافة 2.5 كم ، ويعمل أغلب سكانها في الجيش العربي والوظائف الحكومية ، وأيضا هناك قسم منهم يعتمدون على الزراعة وتربية الأغنام.

## التسمية
سميت بذلك نسبة إلى الصحابي زيد بن حارثة ، أحد قادة معركة مؤتة الذي دفن في الجانب الشرقي من مسجد جعفر بن ابي طالب.
هذا وقد سميت الحارثية أيضا بعدة أسماءوهي:
1. - رجم العلندا.
2. - رجم النوايسة.
3. - وادي النوايسة.
4. - الحارثية .

ويبلغ عدد سكانها حوالي 600-700شحص.